# Konstantin Pokrovsky
Konstantín Dorimedóntovich Pokróvsky (11 (23) de mayo de 1868, Nizhni Nóvgorod — 5 de noviembre de 1944, Kiev) — ruso, sovético astrónomo, miembro correspondiente Academia de Ciencias de la Unión Soviética, profesor. Rector de la filial de Perm de la Universidad Imperial de Petrogrado (1916—1917), primer rector de la Universidad Estatal de Perm (1917—1918).

## Biografía
Konstantín Dorimedóntovich Pokróvsky nació el 11 (23) de mayo de 1868 en Nizhny Novgorod en la familia de un sacerdote.
En 1891 se graduó en el Departamento de Matemáticas de la Facultad de Física y Matemáticas de la Universidad de Moscú, con un diploma de primer grado.
En 1890-1895 - Jefe del observatorio privado, de acceso público de F. Shvabe en Moscú.
En 1896 fue ascendido al cargo de astrónomo-observador en la Universidad de Yuriev. Fue miembro de la primera sociedad científica astronómica de Rusia: el círculo de amantes de la física y la astronomía de Nizhny Novgorod.
En 1902 defendió su tesis de maestría en astronomía sobre el tema "El origen de los cometas periódicos".
En noviembre de 1915, tras defender su tesis "La estructura de la cola de un cometa en 1910", K.D. Pokrovsky se doctoró en astronomía y geodesia en la Universidad de Moscú.
Tras el establecimiento de la universidad en Perm en 1916 K.D. Pokrovsky fue elegido rector. En este cargo trabajó desde el 1 de julio de 1916 hasta el 29 de mayo de 1918.
En 1920 fue elegido para el puesto de astrónomo principal en el Observatorio de Púlkovo, así como jefe principal del departamento de geodésica militar de la Universidad Estatal de Administración de Tierras de Moscú.
En enero de 1927, K.D. Pokrovsky fue elegido miembro correspondiente de la Academia de Ciencias de la Unión Soviética. En 1930-1932 trabajó como subdirector del Observatorio de Púlkovo. En repetidas ocasiones fue elegido presidente del Consejo de la Asociación de Astrónomos de la República Socialista Federativa Soviética de Rusia.
Desde 1933, K.D. Pokrovsky fue presidente de la filial de Odessa de la Sociedad Geodésica y Astronómica de la Unión (VAGO). También fue elegido presidente de la Comisión para la construcción de planetarios en Ucrania en la Academia Nacional de Ciencias de Ucrania.
Desde septiembre de 1934 — Director del Observatorio Astronómico de Universidad de Odesa. Jefe del Departamento de Astronomía (desde 1934), decano de la Facultad de Física y Matemáticas de Universidad de Odesa.
K.D. Pokrovsky no pudo evacuarse al comienzo de la Frente Oriental (Segunda Guerra Mundial) debido a su edad (en 1941 tenía 73 años) y debido a la enfermedad de su esposa.
El 11 de mayo de 1944, K.D. Pokrovsky fue arrestado por el departamento de UNGB en la región de Odessa en virtud del Art. 54-1a del Código Penal de la República Socialista Soviética de Ucrania (traición a la patria). En la orden de arresto, el cargo principal era el hecho de que Pokrovsky había leído la conferencia "La derrota del Observatorio de Púlkovo por los bolcheviques". Durante los interrogatorios, K.D. Pokrovsky no admitió su culpabilidad y calificó la conferencia como objetiva. Estuvo en la prisión número 1 de la NKVD de la región de Kiev. Murió en el hospital de la prisión el 5 de noviembre de 1944 г.

## Actividad científica
K.D. Pokrovsky desarrolló métodos de mecánica celeste para determinar las órbitas de las formaciones de nubes en las colas de los cometas.
Fue un activo docente y divulgador del conocimiento astronómico, impartió conferencias de divulgación científica en muchas ciudades del país.
Su libro "Guía por el cielo ", publicado por primera vez en Moscú en 1894, tiene cuatro ediciones y recibió el premio que lleva el nombre de los emperadores Pedro el Grande y Nicolás II. El libro "Atlas de estrellas", publicado en San Petersburgo, le llevó la fama internacional. Es autor de libros de texto sobre cosmografía para escuelas secundarias y libros de texto sobre astronomía práctica para universidades.